# Бершацкое

Бершацкое (укр. Бершацьке) — село,
Черноглазовский сельский совет,
Полтавский район,
Полтавская область,
Украина.
Код КОАТУУ — 5324086902. Население по переписи 2001 года составляло 13 человек.

## Географическое положение
Село Бершацкое находится на расстоянии в 0,5 км от села Глухово и в 2-х км от села Черноглазовка.
По селу протекает пересыхающий ручей с запрудой.